# Villa rustica de la Albești
Villa rustica este situată la 500 m sud de localitatea Albești din județul Constanța.

## Legături exerne
- Roman castra from Romania (includes villae rusticae) - Google Maps / Earth Arhivat în 5 decembrie 2012, la Archive.is